# Миронова, Светлана Николаевна
Светлана Миронова (род. 20 августа 1986, Горький) — ЗМС по спортивному ориентированию из Нижнего Новгорода. Первая российская спортсменка, ставшая чемпионкой мира по спортивному ориентированию бегом.
Родилась в семье ориентировщиков. В 2009 году Светлана впервые стала чемпионкой России. В июле 2012 года в составе российской команды завоевала золото в эстафете на Чемпионате Европы по спортивному ориентированию бегом. На чемпионате мира в Швейцарии в 2012 году заняла 4 место в эстафете. На Чемпионате Европы в Португалии в 2014 году завоевала серебро на длинной дистанции. 
9 июля 2014 года выиграла длинную дистанцию на Чемпионате мира по спортивному ориентированию в Италии. А в 2015 стала бронзовой призеркой Чемпионата Мира в Шотландии, а в 2016 году также дважды бронзовой призеркой Чемпионата Европы, на длинной дистанции и в эстафете, в Чехии. В том же 2016 году завоевала еще одну золотую медаль Чемпионата Мира, в составе эстафетной команды. 2017ый год ознаменовался четвертой позицией на средней дистанции на Чемпионате Мира в Эстонии и серебром в эстафете. В 2021 году Светлана завоевала серебро этапа Кубка Мира в эстафете в Швеции. 
Светлана имеет более 12 золотых медалей Чемпионатов России.